# Vila Vlastibořice
Vila Vlastibořice je dvoupatrový rodinný dům severně od obce Vlastibořice v blízkosti Českého ráje. Dům byl vybudován v letech 2016–20 a autorem architektonického návrhu je Michal Hušek z ateliéru SIAL.

## Architektura
Dům je dvoupodlažní a dobře propojuje vnitřní a vnější prostor. Spodní podlaží je částečně umístěno v terénu a obsahuje hlavní obytný prostor, garáž a krytý bazén. Horní podlaží pak má samostatný vstup, obsahuje obytné pokoje a pracovnu.
Důraz je kladen na materiály: travertinové podlahy, žulové a dubové obklady na stěnách. Interiér je vybaven designovými doplňky, například lustrem společnosti Lasvit.
Autorem architektonického návrhu je Michal Hušek z ateliéru SIAL, interiéry navrhla Magda Sobotková.

## Zahrada
Vila je situována ve svažitém terénu a její součástí je velká zahrada. Zelené střechy domu a pobytové terasy mají nejvíce formální charakter. Svažitá část zahrady je řešena pomocí systému opěrných zídek, které jsou zbudovány ze stejného kamene jako fasády domu. Poslední z těchto zdí pak tvoří oplocení. Na zahradu navazuje ovocný sad s loukou, který přechází v krajinný park s několika mokřady.
Dům má na zahradě také vlastní heliport.